# Итайпу
«Итайпу́» (порт. Barragem de Itaipu [itɐjˈpu], исп. Represa de Itaipú [itajˈpu], гуар. Yjoko Itaipu) — плотина, а также вторая по мощности и одна из двух крупнейших по выработке в мире (вместе с китайской ГЭС «Три ущелья») гидроэлектростанция на реке Парана, в 20 км от г. Фос-ду-Игуасу на границе Бразилии и Парагвая. Своё название получила от названия острова, который стал основой этого крупнейшего гидротехнического сооружения и одного из крупнейших сооружений мира.
В 2016 году ГЭС стала первой электростанцией в мире, которая произвела за год более 100 млрд  кВт⋅ч электроэнергии, производство за этот год составило 103,1 млрд  кВт⋅ч.

## Общие сведения
Работы по проектированию и подготовке были начаты в 1971 году, последние два из запланированных 18 генераторов введены в строй в 1991 году, дополнительные два генератора введены в 2007 году.
Состав сооружений ГЭС:
- Комбинированная плотина общей длиной 7235 м, шириной 400 м и высотой 196 м;
- Бетонный водосброс с максимальным потоком в 62 200 м³/с;
- Бразильская часть плотины оборудована рыбопропускным каналом.[4]

Мощность станции — 14 ГВт. Среднегодовая выработка с 1984 года — 69,5 млрд кВт·ч, после завершения строительства в 2007 году — 85-98 млрд кВт·ч в год (КИУМ 73%).
Силовое оборудование станции состоит из 20 гидроагрегатов мощностью по 700 МВт (КПД турбин 93,8%), в силу превышения расчётного напора мощность генераторов достигает 750 МВт (15 ГВт) в течение более чем половины времени работы. Из первых 18 генераторов 9 работают на 50 Гц — частоте сети Парагвая, 9 на 60 Гц — частоте сети Бразилии, при этом на бразильской стороне установлены преобразователи 50 Гц — 60 Гц, импортирующие не используемую в Парагвае относительно дешёвую электроэнергию. Нормальный перепад, используемый генераторами, составляет 118,4 м, может изменяться от 84 м до 128 м. Среднегодовой приток воды в створе плотины составляет 11 663 м³/с (368 км³/год), среднемесячный приток изменяется от 33 060 м³/с в июне, до 6 800 м³/с в сентябре.
Плотина гидроэлектростанции образовала относительно небольшое — по отношению к мощности — водохранилище длиной 170 км, шириной от 7 до 12 км, площадью 1350 км² и объёмом 29 км³. Полезный объем водохранилища составляет 19 км³, в течение года его площадь может изменяться от 459 км² до 1561 км².
По завершении её строительства правительством было переселено около 10 тысяч живших на берегу Параны семей, многие из которых присоединились к Движению безземельных крестьян. Стоимость сооружения «Итайпу» экспертами первоначально оценивалась в 4,4 млрд долл., но из-за неэффективной политики сменявших друг друга диктаторских режимов реально составила 15,3 млрд долл.

## История строительства
К 1978 году для осуществления строительства в окружающих скалах был пробит 150-метровый канал. Строительство плотины началось в 1979 году после высыхания основного русла Параны. Заполнение водохранилища начато 13 октября 1982 года, и уже 27 октября после обильных дождей вода достигла водосбросов на уровне 100 метров, 5 мая 1984 года запущен первый гидрогенератор.
В ходе строительства было удалено 63,85 млн м³ земли и скальных пород, заложено 15 млн м³ грунта и 12,57 млн м³ бетона. В результате был полностью уничтожен национальный парк Гуайра.

## Экономическое значение
Эксплуатацию станции ведёт компания «Итайпу-Бинасионал», образованная в 1973 году и принадлежащая Бразилии и Парагваю. Электричество, вырабатываемое станцией, в среднем обеспечивает 16,4% потребления Бразилии и 71,3% Парагвая. В 2005 году на станции выработано 93% потребности Парагвая и 20% полной потребности Бразилии в электроэнергии.

### Показатели деятельности
Максимальное годовое производство 103,1 млрд кВт·ч было достигнуто в 2016 году.

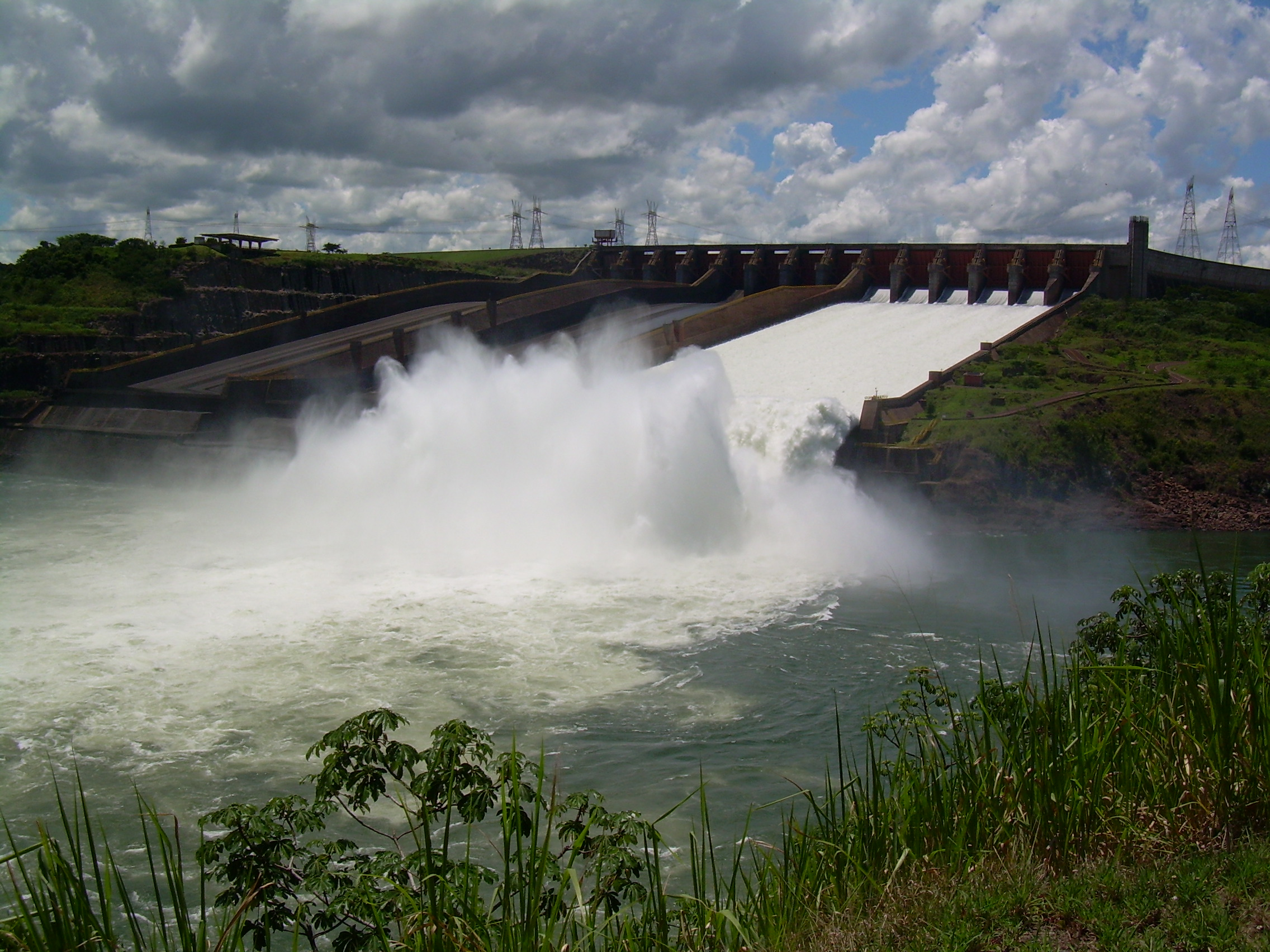
Водосброс в действии

| Год  | Количество генераторов | За год  | С запуска | Год  | Количество генераторов | За год | С запуска |
| ---- | ---------------------- | ------- | --------- | ---- | ---------------------- | ------ | --------- |
| 1984 | 0 — 2                  | 277     | 277       | 1985 | 2 — 3                  | 6 327  | 6 604     |
| 1986 | 3 — 6                  | 21 853  | 28 457    | 1987 | 6 — 9                  | 35 807 | 64 264    |
| 1988 | 9 — 12                 | 38 508  | 102 772   | 1989 | 12 — 15                | 47 230 | 150 002   |
| 1990 | 15 — 16                | 53 090  | 203 092   | 1991 | 16 — 18                | 57 517 | 260 609   |
| 1992 | 18                     | 52 268  | 312 877   | 1993 | 18                     | 59 997 | 372 874   |
| 1994 | 18                     | 69 394  | 442 268   | 1995 | 18                     | 77 212 | 519 480   |
| 1996 | 18                     | 81 654  | 601 134   | 1997 | 18                     | 89 237 | 690 371   |
| 1998 | 18                     | 87 845  | 778 216   | 1999 | 18                     | 90 001 | 868 217   |
| 2000 | 18                     | 93 428  | 961 645   | 2001 | 18                     | 79 307 | 1 040 952 |
| 2002 | 18                     | 82 914  | 1 123 866 | 2003 | 18                     | 89 151 | 1 213 017 |
| 2004 | 18                     | 89 911  | 1 302 928 | 2005 | 18                     | 87 971 | 1 390 899 |
| 2006 | 19                     | 92 690  | 1 483 589 | 2007 | 20                     | 90 620 | 1 574 209 |
| 2008 | 20                     | 94 684  | 1 668 893 | 2009 | 20                     | 91 652 | 1 760 547 |
| 2010 | 20                     | 85 970  | 1 846 517 | 2011 | 20                     | 92 246 | 1 938 763 |
| 2012 | 20                     | 98 287  | 2 037 050 | 2013 | 20                     | 98 630 | 2 135 681 |
| 2014 | 20                     | 87 800  | 2 223 481 | 2015 | 20                     | 89 200 | 2 312 681 |
| 2016 | 20                     | 103 100 | 2 415 781 | 2017 | 20                     | 96 387 | 2 512 168 |

## Рекордные показатели станции
Обойдя в 1989 году ГЭС Гури и до 2007 года, ГЭС Итайпу являлась крупнейшей гидравлической электростанцией и электростанцией любого типа по мощности и выработке электричества в год. В 2008 году установленная мощность ГЭС «Три ущелья» превысила номинальную мощность Итайпу.
По сравнению с другими ГЭС, Итайпу имеет крайне высокую долю обеспеченной мощности в установленной мощности электростанции. Данный параметр определяется параметрами гидроузла и средним количеством воды на том участке реки, где он находится. В случае Итайпу, используемый ГЭС перепад высот составляет 120 м и среднегодовой расход воды в створе гидроузла составляет 11 663 м³/с, что соответствует обеспеченной мощности 13 ГВт (92,9% от 14 ГВт) и среднегодовой выработке 115,5 млрд  кВт⋅ч в год. Согласно различным источникам у ГЭС Три ущелья этот параметр составляет 10-11 ГВт для проектного перепада 80,9 м, но может достичь 15 ГВт в случае использования перепада в 109 м.
В случае Итайпу высокое значение уровня КИУМ в 73-83% достигается в результате равномерности годового гидрологического режима и зарегулированности притока к створу ГЭС. Наличие большого количества водохранилищ в верхней части бассейна реки позволяет обеспечивать равномерность притока к гидроузлу на всем протяжении года и снижает зависимость от сезонных изменений количества осадков на площади бассейна.
К 2012 году с момента запуска станция произвела более 2000 млрд  кВт⋅ч электроэнергии. В 2016 году стала первой электростанцией, которая произвела за год более 100 млрд кВт·ч.

## Аварии и происшествия

### ЧП в ноябре 2009 года
В ноябре 2009 года из-за повреждения в результате грозы линий электропередач прекратилась подача энергии от ГЭС Итайпу, что вызвало веерные отключения других участков энергосистемы Бразилии. Отключение электричества затронуло около 50 миллионов жителей Бразилии, а также почти всю территорию Парагвая, получающего электроэнергию от станции Итайпу.